# آر. س. إل. ليندسي
آر. س. إل. ليندسي هو عالم نفس كندي، ولد في 30 ديسمبر 1946.